# Jeugd Rode Kruis
Het Jeugd Rode Kruis (JRK) is de jeugdafdeling van het Rode Kruis. Zo'n afdeling bestaat in veel landen, waaronder België en Nederland.

## Opleidingen
Het JRK voorziet opleidingen voor kinderen die nog te jong zijn voor de volwassenenafdeling van het Rode Kruis. De volgende opleidingen zijn beschikbaar:
1. Jeugd Eerste Hulp Junior (groep 5/6 basisschool);
2. Jeugd Eerste Hulp A (groep 7/8 basisschool);
3. Jeugd Eerste Hulp B (onderbouw Voortgezet Onderwijs);

De jeugd leert maar een deel van wat de volwassenen leren, zo worden onderwerpen als shock, de diepere werking van het menselijk lichaam en complexe casuïstiek niet aangesneden in deze opleidingen.
Sommige Rode Kruisvestigingen bieden ook de opleiding Jeugd Eerste Hulp C aan. Dit is geen officiële cursus, maar is een overbrugging tussen Jeugd Eerste Hulp B en het Eerste Hulp diploma (volwassenen). Op deze manier is het eenvoudiger om het Eerste Hulp diploma te behalen. De diploma's zijn in Nederland geregistreerd bij het Oranje Kruis en in België bij het Rode Kruis. Hierdoor is de houder officieel geregistreerd en verzekerd.
Jeugd Rode Kruis België is opgericht in 1923. Het was gedurende de 2de wereldoorlog de enige jeugdvereniging die toegestaan werd door de Duitsers.
Tijdens deze oorlog heeft de VVKSM onder de naam Jeugd Rode Kruis hun werking verder gezet.

## Jeugdbeweging
In België heeft het JRK ook de functie van een jeugdbeweging waarin geregeld activiteiten plaatsvinden voor de leden en er kampen en weekends worden georganiseerd. Het JRK neemt ook jaarlijks deel aan de Dag van de Jeugdbeweging. Omwille van het sociale aspect wordt er geen lidgeld gevraagd aan de leden.
Het JRK organiseert ook erkende opleidingen tot (hoofd)animator en instructeur, maar ook de inleefervaring Youth On The Run.

## In de praktijk
In de praktijk kunnen opgeleide leden van het Jeugd Rode Kruis soms onmisbaar zijn.  Bijvoorbeeld als ze als eerste bij een ongeluk aankomen en dan in staat zijn direct hulp te verlenen. Ze mogen de onmiddellijk benodigde eerste hulp verlenen indien ze zich houden aan de voorschriften van het Oranje Kruis en Rode Kruis.